# 오타성 (히타치국)

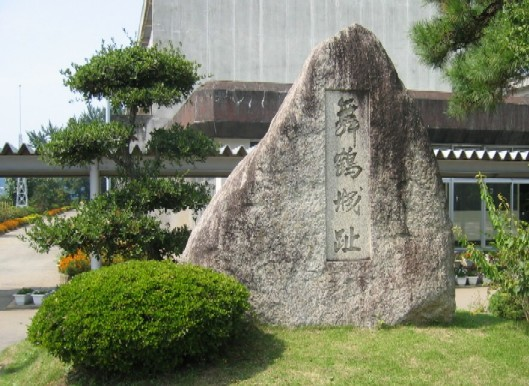
마이즈루 성터 비

오타성(일본어: 太田城)은 이바라키현 히타치오타시에 있는 평산성이다. 무로마치 시대 히타치 국 슈고 사타케 가문의 거성이었다. 간토 7대 명성 중 한곳이며, 사타케 성(佐竹城), 마쓰즈루 성(舞鶴城), 세이류 성(青龍城)으로도 불리고 있다.

## 역사
헤이안 시대 ~ 남북조 시대
성의 축성 연대는 명확지 않지만, 1109년 후지와라 히데사토의 4대손 후지와라 미치노베가 시모우사 국에서 히타치 국 오타 향에 지토로 부임하여 이름을 오타 다이부(太田大夫)로 칭했으며, 오타 성을 축성했다고 한다. 후삼 년의 난(1051년 ~ 1062년)에서 히타치 국 구지군 사타케 향을 중심으로 한 미나모토 마사요시는 성을 사타케로 개칭해 세력을 확장했고, 아들 사타케 타카요시 대에 오면 오타 성주 후지와라 미치모리를 복속시켜 오타 성에 입성한다. 이때 두루미가 춤추며 날아 갔다하여 오타 성은 마이즈루 성으로 불렸다고 한다. 헤이지의 난에서 타카요시는 다이라 기요모리 측에 가담해 세를 과시한다. 1180년는 미나모토 요리토모가 거병하자 다이라 가문에 협력했던 사타케 가문은 요리토모를 적대했고, 전세는 불리해져 갔다. 이에 사타케 가문은 오타 성이 수성에 불리하다는 판단하에 가나사 산성으로 거처를 옮긴다. 곧이어 벌어진 긴사 성 전투에서 요리토모 군에 패배해 사타케 가문은 오슈로 도주한다. 그 후, 죄가 사면되었고, 요리토모 군에 속해 오슈의 후지와라 가문을 토벌했다. 이 공으로 고케닌의 지위를 얻게된다. 8대 사타케 사다요시 대에 오면 사타케 가문은 막부군의 일원으로 여러 전장에서 공을 세우지만, 아시카가 다카우지의 도막군으로 배신해 가마쿠라 막부의 붕괴에 일조했다. 하지만 고다이고 천황의 친정후, 북조측에 가담했기 때문에 히타치 슈고 오다 가문(小田氏)의 공세에 시달리게 된다. 이에 다시금 오타 성을 버리고 가나사 산성, 다큐 성을 전전한다. 이 후, 북조가 남조를 압도하자, 사타케 가문은 히타치 슈고직에 오른다.
무로마치 시대 ~ 센고쿠 시대
1399년 11대 사타케 요시모리가 자식이 없어 간토 관령 우에스기 노리사다의 차남 우에스기 요시노리(사타케 요시히토)를 양자로 받아 들인 후 사타케 가문은 같은 씨족은 야마이리 가문(山入氏)과의 분란이 계속되었다. 1490년 15대 사타케 요시키요 때에는 야마이리 가문에 성을 빼앗겼고, 가신 오야마 가문의 가나사 산성으로 거처를 옮긴 후, 1504년 오다테 성주 이와키 쓰네타카의 도움으로 야마이리 가문을 토벌해 빼앗긴 오타 성으로 되찾고, 영지의 지배권을 확립했다.
아즈치모모야마 시대
18대 사타케 요시시게 대에 오면 오다 성주 오다 우지하루 세력을 공격해 히타치를 완전히 장악했지만, 간토의 호조 가문, 오슈의 다테 가문의 공세에 시달린다. 1590년 도요토미 히데요시의 오다와라 정벌에 참전해 가문의 안위를 지킬 수 있었다. 또, 호조 가문에 가담했던 히타치 중부 에도 가문(江戶氏)의 바바 성(미토 성)을 함락하고 사타케 가문의 거처로 삼았으며, 히타치의 호족일부를 오타 성에 초대해 모살했다. 그 뒤, 오타 성은 정계에서 은퇴한 요시시게의 은거처가 된다. 하지만, 1600년 세키가하라 전투에서 사타케 가문은 도쿠가와 이에야스의 동군도 이시다 미쓰나리의 서군에도 가담하지 않는 애매한 입장을 취했기 때문에, 전후 영지가 삭감되어 데와 국 구보타 번으로 전봉조치되고, 대신 시모우사 국 사쿠라번의 도쿠가와 이에야스의 5남 다케다 노부요시가 미토 성에 입성한다. 이로써 약 400년간의 사타케 가문의 오타 성은 역사에서 사라지게 되었다.